# لبريكيزوماب
لبريكيزوماب جسم مضاد وحيد النسيلة مأنسن ودواء كبت مناعة تجريبي لعلاج حالات الربو التي لا يمكن السيطرة عليها بالغلوكوكورتيكويد المستنشق. أتم المرحة الثانية من التجارب السريرية بنجاح.